# Székelyföld irodalma
Székelyföld irodalma a magyar irodalom szerves része. A székely irodalmat a 19. század második felétől lehet megkülönböztetni a magyar irodalom többi részétől. Általában sajátos humor és észjárás jellemzi, de leginkább attól lesz székely irodalom, hogy a székely kultúrához és a Székelyföldhöz kötődik tematikájában. A székelység irodalma sokáig nem különült el a Magyar Királyság többi részének irodalmától, nem ismerhető fel a „székelység”. Az 1791-ben alakított erdélyi magyar nyelvmívelő társaság még nem is kezelte külön, az 1885-ben létrejövő Erdélyrészi Magyar Közművelődési Egyesület (EMKE), majd az 1888-ban alapított Erdélyi Magyar Irodalmi Társaság még mindig nem székelyként, hanem erdélyi magyarként gyűjtötte össze a helyi értékeket. Az EMKE könyvtárakat (több mint kétszázat) és népdalosköröket alakított irodalmi tevékenysége mellett.

## A székely elkülönülés
Ugyanebből az időből származnak az első olyan erdélyi társaságok, amelyek már nem pusztán erdélyiek, hanem azon belül is székelyek, mint a Székely Szövetség, vagy a Székelyföld nyugati csücskében, Marosvásárhelyen létrejövő Kemény Zsigmond Irodalmi Társaság. A Magyar Királysággal újra egybeforró Erdélyben az erdélyi egyesületek hangsúlyozni kívánták a Magyarországgal való egységet, ez pedig alkalmat adott arra, hogy most már magán Erdélyen belül is megjelenjenek a különböző tájegységi szerveződések.
Orbán Balázs (1830–1890) a székelyföld leírója volt. Az 1793-ban alapított, később róla elnevezett székelykeresztúri unitárius gimnázium kapcsán a székelység rossz oktatási lehetőségeit említi. II. József iskolarendeletei az általános- és középfokú oktatásról alig jutottak el Erdélybe, egyetlen egyeteme a kolozsvári Báthori Akadémia volt 1764-től. Csak 1841-től tértek át – Brassai Sámuel tanrendjének elfogadásával – a magyar nyelvű oktatásra.
A székely politikai és katonai egyletek mellett gyarapodtak a kulturális csoportosulások is. Az egyik ilyen az 1920 és 1944 között működő Székely Egyetemista és Főiskolai Hallgatók Egyesülete, amely Budapesten segítette az ott tanuló székely fiatalokat. Ennek egyik „felnőtt tagozata” lett az 1930-as évek első felében a Székely Férfiak Egyesülete a tudományos együttműködés céljából.
A második világháború után Erdélyt ismét elszakították Magyarországtól. A kialakuló helyzetben az erdélyi magyar – és azon belül székely – közművelődés nehéz helyzetbe került. Az 1950-es években Gyergyószentmiklós volt az egyik élen járó, ahol a helyi könyvtár és múzeum – az utóbbi Tarisznyás Márton és Karácsony János kiemelkedő munkájának köszönhetően – nagy jelentőségű. A könyvtárban az 1980-as évekre több mint 70 000 kötet gyűlt össze.

## A székely irodalom
Az egyik legelső, biztosan székelyföldi irodalmár bencédi Székely István (1505–1565) volt, az első magyar nyelvű kalendárium és világtörténet szerzője. Enyedi György (1555–1597) a kolozsvári főiskola rektora és unitárius püspök több száz kéziratot írt. 1598-as Telegdi János Rudimenta című latin nyelvű kézirata, és ekkoriban alkotott Szamosközy István is. Telegdi elsősorban a rovásírással foglalkozott, mint sajátos székely írásmóddal, amely a magyar nyelv leírására született. Szamosközy érintőlegesen említi a rovásírást. Ebben az időben újra felfedezték ennek az ősi jelkészletnek a fontosságát.
A könyvnyomtatás feltalálása Erdélyben is gyorsan éreztette a hatását. A 16. század végén Erdély és a Partium területén 18 nyomda működött, amelyekben a század végéig 360 könyvet nyomtattak ki, ami több, mint a királyi Magyarország könyvtermése. E században szaporodnak az irodalmi nyomok is. Borsos Tamás (1566–1633), Marosvásárhely főbírája és országgyűlési képviselője három emlékiratot írt, fia – szintén Tamás, a kolozsvári unitárius iskola rektora – naplót hagyott ránk. Nagy Szabó Ferenc (1581–1659) Erdély 1580 és 1658 közti történetét írta meg. Árkosi Tegző Benedek (1629/1630–1660/1661) többek között A hitbéli mindennapokra írattatott... nagyon hosszú című munkát készítette, amely 1733. január 17-től a vizsgázó diákok kötelező irodalmává emelkedett.
A 18. század kiválóságai Bolyai Farkas és Köteles Sámuel. Kibédi Mátyás János (1725–1802) könyvtárat és nyomdát üzemeltetett, amelyeket a marosvásárhelyi kollégiumnak adományozott. Lázár János (1703–1772) nemcsak földrajzról írt, hanem verselt is. Bár örmény származású, de székelyföldi irodalmár a gyergyószentmiklósi Ákontz-Kövér István (1740–1824), aki retorikáról, általános földrajzról írt, emellett Bibliát fordított és kommentált. Bolyai János már átvezet a 19. századba.
Urr György (1830–1883) a marosvásárhelyi kollégium évkönyveit adta ki, majd alapítója volt a Kemény Zsigmond Irodalmi Társaságnak. Koncz József (1829–1906) a Teleki-levéltár őre volt, közben történetírással foglalkozott.

## A székely irodalom ismertebb alakjai

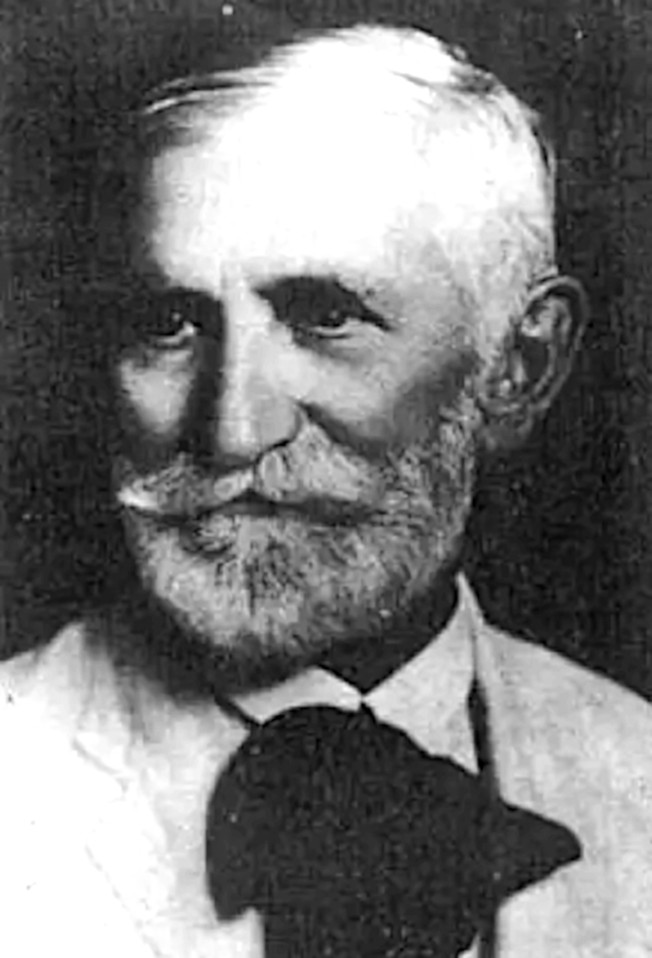
Benedek Elek

- Bartis Ferenc (1936–2006) író, költő
- Bányai János (1886-1971) tanár, geológus, muzeológus
- Bözödi György (1903-1989) író, szociográfus, történész
- Benedek Elek (1859–1929) újságíró, publicista, regényíró, novellista, műfordító
- Fodor Sándor (1927–2012) író, műfordító
- Gyallay Pap Domokos (1880–1970) író, újságíró, szerkesztő
- György Dénes (1887-1983) újságíró, szerkesztő, versmondó
- Kacsó Sándor (1901–1984) író, szerkesztő, közíró, tanulmányíró
- Kahána Mózes (1897–1974) költő, novellista
- Kányádi Sándor (1927–2018) költő
- Király László (1943) költő, író
- Kovács György (1911-1990) író, közíró, politikus
- Markó Béla (1951) költő, író, szerkesztő
- Márton Áron (1896-1980) római katolikus pap, Erdély püspöke, címzetes érsek
- Moyses Márton (1941–1970) költő
- Nyirő József (1889–1953) író, újságíró
- Orbán Balázs (1830–1890) író
- Örösi Pál Zoltán (1904-1986) biológus, entomológus, méhész
- Pálfy Móric (1871-1930) geológus, hidrogeológus
- Szabédi László (1907–1959) költő, újságíró, műfordító, nyelvész
- Szemlér Ferenc (1906–1978) költő, író, műfordító, kritikus
- Tamási Áron (1897–1966) író
- Tompa László (1883–1964) költő, műfordító
- Vári Attila (1946) író, költő
- Veress Dániel (1929–2002) író, drámaíró, irodalomtörténész
- Veress Gerzson (1956–1998) költő, szerkesztő
- Wagner István (1932-2017) kertészmérnök, növénynemesítő, gyümölcstermesztési és kertészeti szakíró
- Wass Albert (1908-1998) író, költő